# Brudzeń Duży (gemeente)
De gemeente Brudzeń Duży is een landgemeente in het Poolse woiwodschap Mazovië, in powiat Płocki.
De zetel van de gemeente is in Brudzeń Duży.
Op 30 juni 2004 telde de gemeente 7868 inwoners.

## Oppervlakte gegevens
In 2002 bedroeg de totale oppervlakte van gemeente Brudzeń Duży 161,82 km², waarvan:
- agrarisch gebied: 72%
- bossen: 14%

De gemeente beslaat 9% van de totale oppervlakte van de powiat.

## Demografie
Stand op 30 juni 2004:
| Omschrijving                   | Totaal | Totaal | Vrouwen | Vrouwen | Mannen | Mannen |
| ------------------------------ | ------ | ------ | ------- | ------- | ------ | ------ |
| eenheid                        | aantal | %      | aantal  | %       | aantal | %      |
| inwoners                       | 7868   | 100    | 3849    | 48,9    | 4019   | 51,1   |
| bevolkingsdichtheid (inw./km²) | 48,6   | 48,6   | 23,8    | 23,8    | 24,8   | 24,8   |

In 2002 bedroeg het gemiddelde inkomen per inwoner 1217,62 zł.

## Administratieve plaatsen (sołectwo)
Bądkowo Kościelne, Bądkowo-Rochny, Bądkowo-Rumunki, Brudzeń Duży, Brudzeń Mały, Cegielnia, Główina, Gorzechowo, Karwosieki-Cholewice, Karwosieki-Noskowice, Kłobukowo-Patrze, Krzyżanowo, Lasotki, Murzynowo, Myśliborzyce, Nowe Karwosieki, Parzeń, Rembielin, Rokicie (sołectwo: Rokicie en Rokicie I), Siecień, Siecień Rumunki, Sikórz, Sobowo, Strupczewo Duże, Suchodół, Turza Mała, Turza Wielka, Uniejewo, Więcławice, Winnica, Żerniki.

## Overige plaatsen
Bądkowo Jeziorne, Bądkowo-Podlasie, Bądkowo-Rochny, Biskupice, Cierszewo, Izabelin, Janoszyce, Łukoszyno-Borki, Parzeń-Janówek, Radotki, Robertowo, Więcławice, Wincentowo, Zdziembórz.

## Aangrenzende gemeenten
Dobrzyń nad Wisłą, Gozdowo, Mochowo, Nowy Duninów, Stara Biała, Tłuchowo, Włocławek